# Pierpaolo De Giorgi
Pierpaolo De Giorgi (Cavallino, 29 giugno 1951) è un musicista, filosofo, poeta, ricercatore, estetologo ed etnomusicologo italiano.

## Biografia
Si laurea a Perugia in Filosofia Estetica con Sergio Givone, studia con l'etnologo Tullio Seppilli e con l'etnomusicologo Piero Arcangeli, dapprima cantautore solista, suona negli anni Settanta con il Gruppo popolare salentino e con i Tarantula, del quale è fondatore.
Lavora presso la RAI di Perugia e studia a lungo in senso specialistico il tarantismo e la pizzica.Già negli anni Ottanta è il primo a intuire le possibilità della pizzica ed a cantarla anche come solista. Dal 1984 in poi insegna canti e musiche tradizionali del Salento in varie scuole statali. Tiene concerti ovunque, anche assieme a gruppi come la Nuova Compagnia di Canto Popolare.
Nel 1990 assieme al maestro depositario Amedeo de Rosa dà vita al gruppo Pierpaolo De Giorgi e i Tamburellisti di Torrepaduli, provocando in pochi anni una vera e propria rinascita della pizzica. Nel 1991 rivaluta la pizzica come vero e proprio genere musicale, utilizzando i materiali tradizionali e scrivendo assieme al cantautore Gino Ingrosso l'album Fantastica pizzica.
Studia etnomusicologia della “Grecìa salentina”, rivalutando i brani in "grico". Nel 1992 riceve la cittadinanza onoraria di Nemea in Grecia per meriti poetici e musicali. Assieme ai Tamburellisti di Torrepaduli e come solista tiene concerti in tutto il mondo e suona in teatri famosissimi come quello di Erode Attico ad Atene presso il Partenone.
Molti dei numerosi artisti e gruppi che si formano successivamente seguono la strada di De Giorgi. Nel 2000 scrive l'album Pizzica e rinascita, il più venduto dei Tamburellisti, che esce con “La Gazzetta del Mezzogiorno”. È curatore e traduttore del noto volume La danza delle spade e la tarantella di M. Schneider.
È direttore del Centro Regionale Servizi Educativi e Culturali LE/38. Collabora con la Cattedra di Estetica di Paolo Pellegrino dell'Università degli Studi di Lecce. Tiene ovunque conferenze e lezioni di etnomusicologia e di estetica.

## Opere

### Volumi (poesia)
- Pierpaolo De Giorgi - Luigi Marzo, Le strade che portano al Subasio passando dal Salento, prefazione di Donato Valli e Ilderosa Laudisa, Ed. Del Grifo, Lecce 1991.

### Volumi (ricerca)
- Pierpaolo De Giorgi, Tarantismo e rinascita: i riti musicali e coreutici della pizzica-pizzica e della tarantella, Lecce, Argo, 1999.
- Marius Schneider, La danza delle spade e la tarantella: saggio musicologico, etnografico e archeologico sui riti di medicina, traduzione e cura di Pierpaolo De Giorgi, Argo, Lecce 1999.
- Pierpaolo De Giorgi, Pizzica-Pizzica, la musica della rinascita. La tarantella del tarantismo e la sua resurrezione: struttura musicale, stato dell'arte e neotarantismo, Lecce, Pensa MultiMedia, 2002.
- Pierpaolo De Giorgi, L'estetica della tarantella: pizzica, mito e ritmo, Congedo Editore, Galatina, 2004.
- Pierpaolo De Giorgi, Pizzica e tarantismo: la carne del mito dall'etnomusicologia all'estetica musicale, Galatina, Edit Santoro, 2005.
- Pierpaolo De Giorgi, Il tarantismo come mito: dagli errori di De Martino alla rivalutazione del pensiero mitico, Galatina, Congedo, 2007.
- Pierpaolo De Giorgi, Il mito del tarantismo: dalla terra del rimorso alla terra della rinascita, Galatina, Congedo 2007.
- Pierpaolo De Giorgi, I poeti del vino, Galatina, Congedo, 2009.
- Pierpaolo De Giorgi, La pizzica, la taranta e il vino: il pensiero armonico, Galatina, Congedo, 2010.
- Pierpaolo De Giorgi, La rinascita della pizzica, Galatina, Congedo, 2012.

### Articoli e saggi
- Pierpaolo De Giorgi et.al., Husserl e la Krisis, 3ª in “Segni e comprensione”, Milano, 1985, gennaio-giugno 1987.
- Pierpaolo De Giorgi, Il francescanesimo tra idealità e storicità, 3ª in “Segni e comprensione”, Porzincula (S.Maria degli Angeli), 1985, gennaio-aprile 1989.
- Pierpaolo De Giorgi, Il canto popolare salentino, in Aa. Vv., Il canto popolare salentino, Atti del I Convegno Nazionale di Studi Demologici Salentini, Copertino 15-16 novembre 1990, a cura di F. Noviello e D. Severino, Capone, Cavallino 1992.
- Pierpaolo De Giorgi, Il tarantismo secondo Schneider: nuove prospettive di ricerca, in Aa. Vv., Quarant'anni dopo De Martino: il tarantismo, Atti del Convegno, Galatina 24-25 ottobre 1998, vol. I, Nardò 2000.
- Pierpaolo De Giorgi, La iatromusica carne del mito: la pizzica pizzica tra etnomusicologia ed estetica musicale, in Aa. Vv., Mito e tarantismo, a cura di P. Pellegrino, Pensa MultiMedia, Lecce 2001.
- Pierpaolo De Giorgi, La pizzica pizzica immensa risorsa culturale del Sud, in Aa. Vv., Terra salentina: i Sud e le loro arti, materiali del Convegno di Arnesano del 6-8 settembre 2001, La Stamperia, Leverano 2001.
- Pierpaolo De Giorgi, Il ritorno di Dioniso: a proposito di un libro di P. Pellegrino, in “Segni e comprensione”, a. XIX, n. 55, maggio-agosto 2005.
- Pierpaolo De Giorgi, Fra aborigeni e tarantismo, in Aa. Vv., Settimana di promozione culturale pugliese a Sydney, a cura di C. Minichiello, Pensa MultiMedia, Lecce 2002.
- Pierpaolo De Giorgi, a cura di, Le tradizioni popolari nei disegni di Nino Severino, greco, Copertino 2004.

### Interventi poetici
- Pierpaolo De Giorgi, Diario di bordo, in Aa. Vv., La czarda e il vento: antologia di autori contemporanei ungheresi e salentini, a cura di G. Conte, Congedo 1994.
- Pierpaolo De Giorgi, Poesia sintetica, in Aa. Vv., Il cuore di Amleto: testi, grafiche e fotografie di autori contemporanei salentini e ungheresi, nota introduttiva di G. Conte, traduzioni di F. Baranyi e A. Menenti, Veszprém 1996.
- Pierpaolo De Giorgi, I fogli, numero uno, in “L'Immaginazione”.
- Pierpaolo De Giorgi, Chiedendo e schiodando, La vita amico è l'arte dell'incontro e Maestà delle volte, in Omaggio al Salento, Torgraf, Galatina 1990.
- Pierpaolo De Giorgi, In marcia di pace verso Assisi e Trilogia del molto e ben comunicare, in Aa.Vv., Omaggio a Maglie cuore del Salento, Torgraf, Galatina 1991.
- Pierpaolo De Giorgi, Fantastica pizzica, in Aa. Vv., Salentopoesia 91, settimo festival nazionale di poesia con musica e danza, Gallipoli 10-11 agosto 1991, Conte, Lecce 1991.
- Pierpaolo De Giorgi, Gheriglio in disegno e preghiera, in Aa. Vv., Salentopoesia 92, ottavo festival nazionale di poesia con musica e danza, Lecce, 5-6 dicembre 1992, Conte, Lecce 1992.
- Pierpaolo De Giorgi, Isola nel Trasimeno, in Aa. Vv., Salentopoesia 95, nono festival nazionale di poesia con musica e danza, Monteroni, 28-29 ottobre 1995, Conte, Lecce 1995.
- Pierpaolo De Giorgi, S'è cambiato il mondo? e Leggeri Cieli da Leggere, in Luigi Marzo: mostra di pittura, Spello 5-13 febbraio 1994, catalogo, Spello 1994.
- Pierpaolo De Giorgi, Lascio un cielo di luce cinica, in Sulle ali di Pegaso senza mai cadere. Marzo: mostra di pittura, Città della Pieve, 18 luglio-9 agosto 1998, Tipografia Pievese, Città della Pieve 1998.

## Discografia

### Album
- 1991 - Fantastica Pizzica (MC - Discoexpress)
- 1995 - Pizzica e Trance (MC - Discoexpress)
- 2000 - Pizzica e Rinascita (CD - Sorriso)
- 2003 - Il tempo della taranta: pizzica d'autore (CD - Drim)
- 2005 - Pizzica grica: to paleo cerò (CD - Planet Music Studio)
- 2006 - Pizzica e Rinascita - Ristampa (CD - C&M)
- 2009 - Taranta Taranta (CD - Irma records)